# リトープス

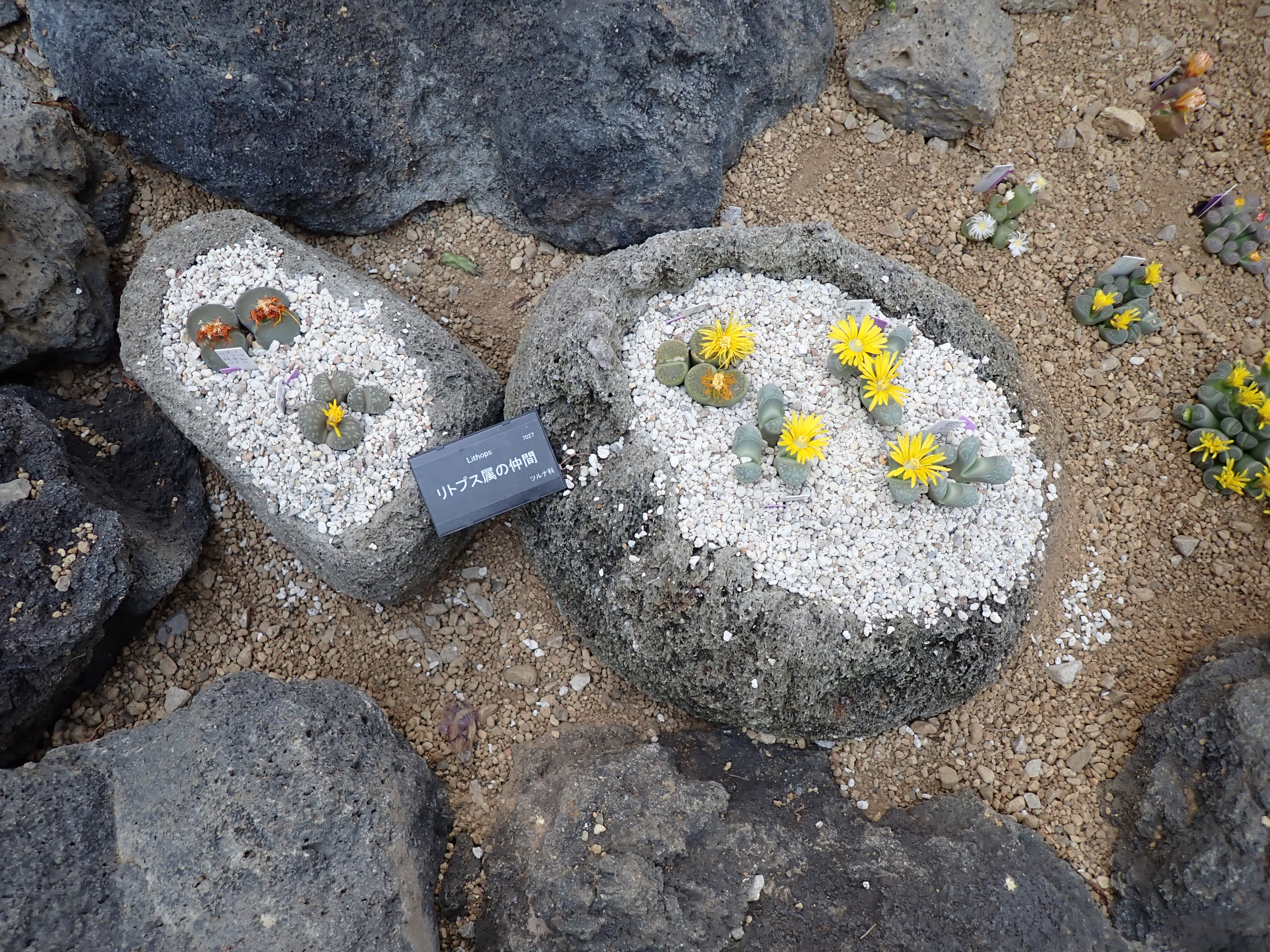
リトープス（2024年11月 大阪市 咲くやこの花館）

リトープス（学名：Lithops）とは、主に観葉植物として栽培される多肉植物である。「ハマミズナ科」に属する多肉植物の総称「メセン」の代表的な存在である。その特異な姿から、多数の愛好家が存在する。近縁な属として、コノフィツムがある。

## 原産地
南アフリカ、ナミビアが代表的な生息地で、特に年間降水量が250㎜以下の乾燥している所を好む。

## 生活
前述のとおり、よく乾燥した地域に生息しており、水を使う場面は限られているため、水を吸収する器官はあまり発達していない。根から水分や肥料分を吸収する能力は一応あるものの、他の植物と比べると未発達である。種類によっては、空気中の水蒸気を体内に取り込んで利用しているものも存在する。
活動期は、10月〜5月の比較的涼しい時期で、特に冬に成長する。6〜9月の暑い時期は休眠し、活動を停止する。活動期でも、非常に成長が遅いため、一般的な栽培植物と比べると顕著な変化はあまり見られない。また、年に1回ほど脱皮をする。
花期は10〜1月で、2つに分かれたように見える隙間からサボテンに似た形状の花を咲かせる。白花と黄花の2種類があるが、後者の方がより早く開花する。開花・受粉し種子ができるが、この種子が入っている果実の事を「シードポット」という。

## 栽培
栽培に関しては、サボテンなどの一般的な多肉植物に準ずる。多湿は禁物である。また、休眠期である6〜9月には一切水を与えてはいけない。日当たりの良い所で、ほぼ放任して栽培するのが望ましい。また、暑さに弱いので、あまりに暑い所に鉢を置くのはよくない。品種によってはかなりの高温にも耐えうるが、過信するのはやめたほうが良い。
殖やし方は、株分けと実生がある。9〜11月頃が適期である。なお、種子に関しては、初期段階はあまり乾燥を好まないので、ある程度の湿り気があるとよい。水はけのよい土に植える/蒔くこと。成長に従い、徐々に乾燥に慣らしていく。
褐色系の品種が栽培しやすいとされるが、緑色系にも育てやすいものがある。

## 主な栽培品種
- 紫勲
- 菊化石
- 花紋玉
- 公爵玉
- 琥珀玉
- 蛇酔玉
- 福来玉
- 宝留玉
- 日輪玉
- 巴里玉
- 朱唇玉
- 大観玉
- 双眸玉
- 麗春玉
- 李夫人
- 緑菊化石
- 緑福来玉
- 黄微紋玉
- 美紋寿麗玉
- 網目福来玉
- オーレン
- ティッシェリー
- オリーブ玉

など
なお、愛好家の間で交配も行われており、さらなる品種数増加が予想されている。

## 学名の語源
Lithopsはギリシア語のλίθος（lithos「石」）+ὄψ（ops「顔」）から来ており、「石ころのような見かけ」という意味である。

## 別名
基本的に「リトープス」というのが一般的な呼称であるが、リトプス、イシコロギク（石塊菊）、イシコロマツバギク、メセン（女仙）、象の鼻、豚の鼻と呼ばれることもある。